# Kamenisté oká
Kamenisté oká (česky Kamenistá oka) je soubor více než deseti ledovcových jezer ok nacházejících se v Kamenisté dolině v Západních Tatrách na Slovensku. Nacházejí se v nadmořské výšce od 1780 m až 1850 m v nejvyšším patře údolí jihovýchodně od Pyšného sedla. Mají malé rozměry a jednotlivá oka nejsou samostatně pojmenovaná. Tvoří východní a západní skupinu. Severně od nich prochází červená turistická značka po hlavním hřebeni Západních Tater a východně od nich modrá turistická značka Kamenistou dolinou. Plesa vyplňují prohlubně mezi morénovými vyvýšeninami a jsou pozůstatkem ledovce, který se v údolí nacházel.